# Wojtek (medvěd)
Wojtek (1942 Hamadán – 2. prosince 1963 Edinburgh) byl medvěd syrský adoptovaný vojáky 22. zásobovací roty dělostřelectva 2. polského armádního sboru, jemuž velel generál Anders. Účastnil se bitvy o Monte Cassino a dosáhl hodnosti desátníka.

## Wojtkův příběh

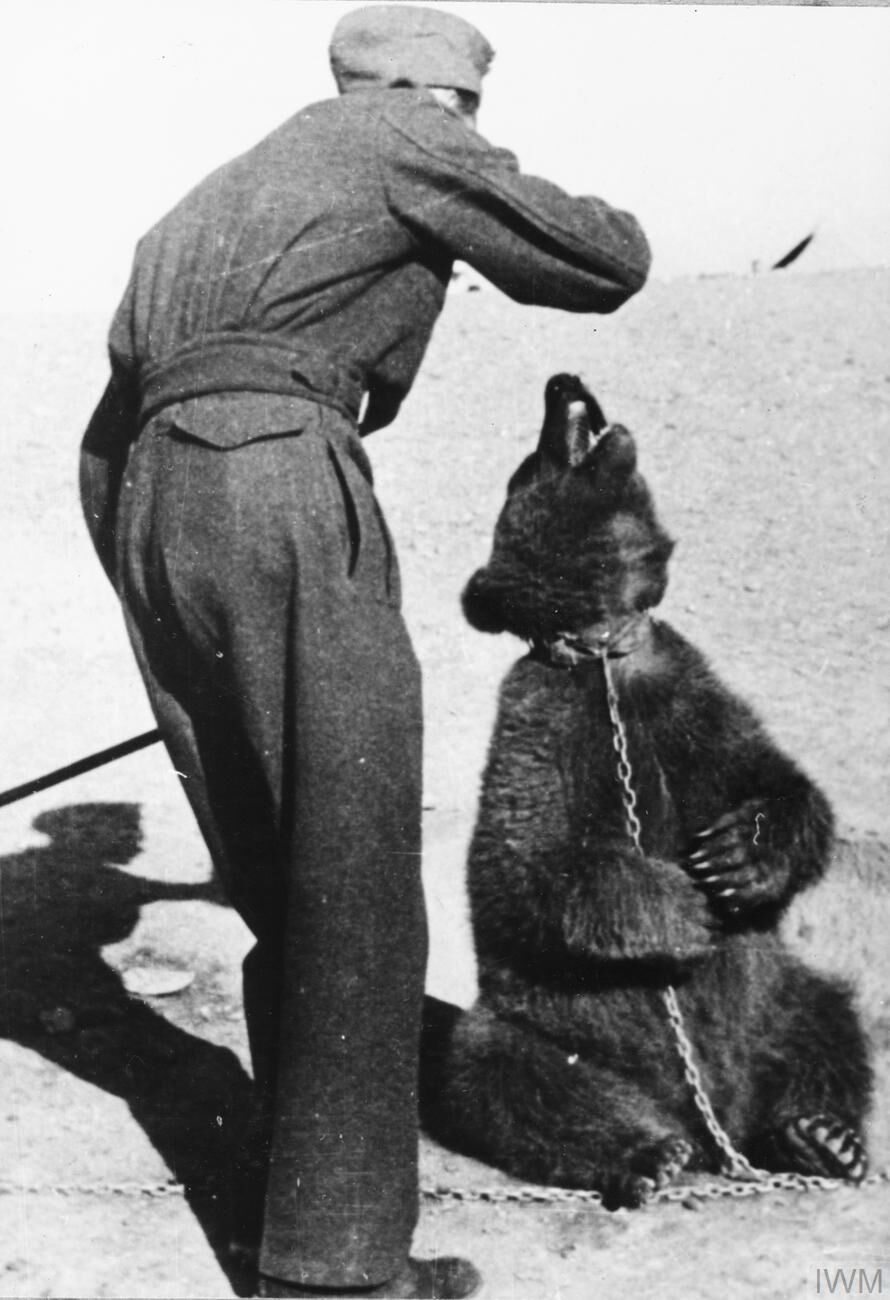
Polský voják s Wojtekem v Persii v roce 1942

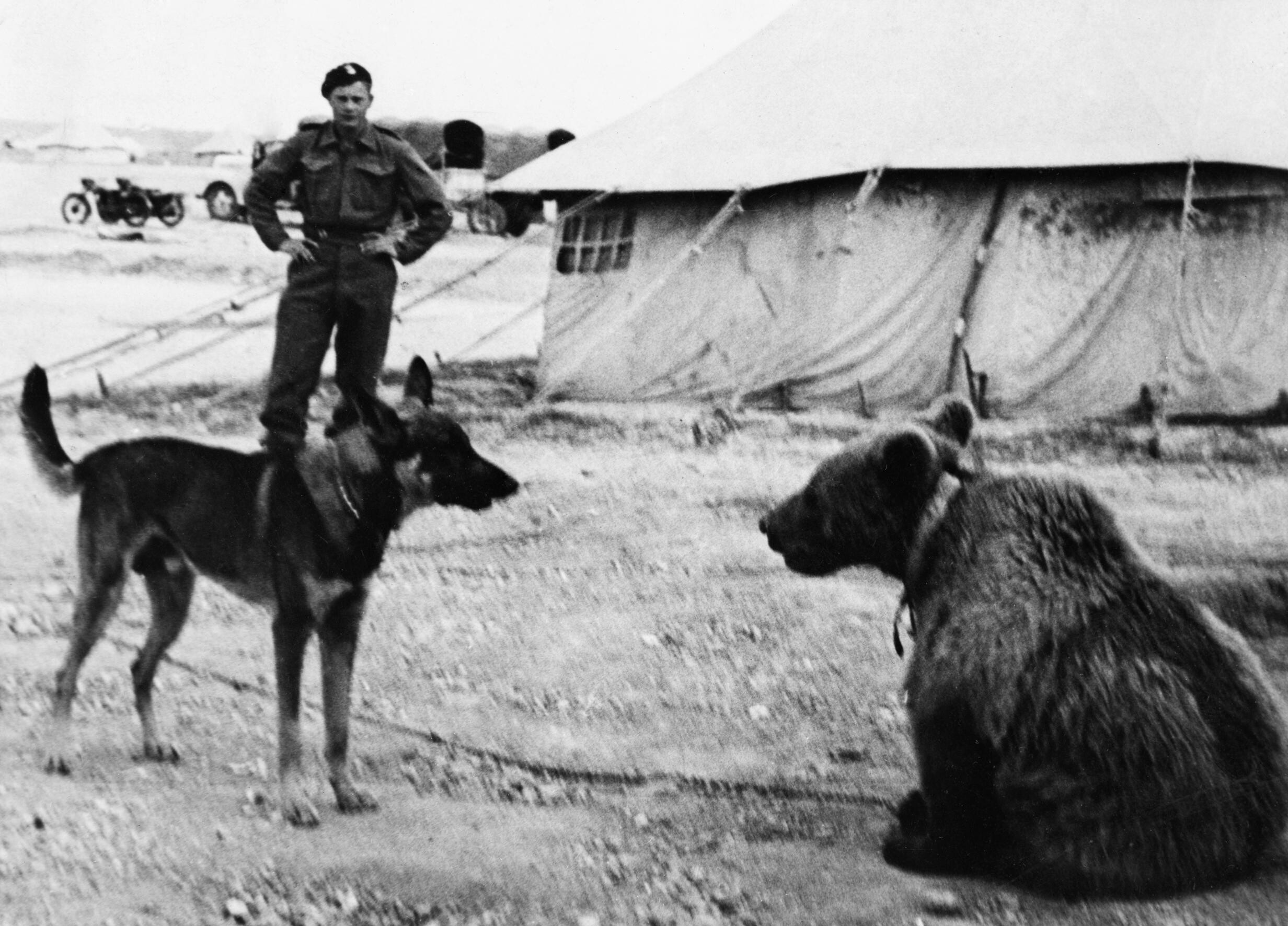
Wojtek v Persii potkává psa jednoho z důstojníků 2. polského armádního sboru.

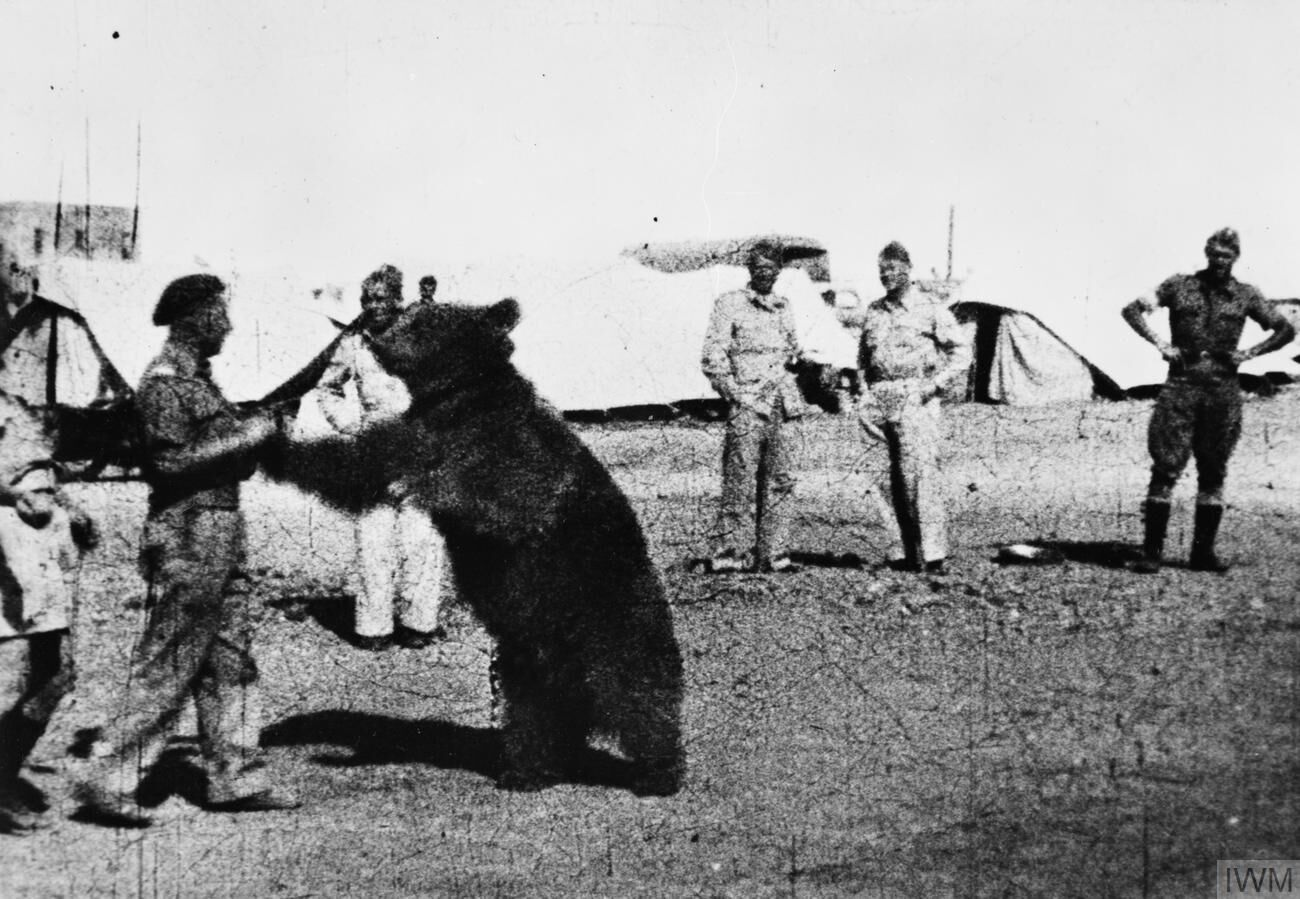
Wojtkovým oblíbeným sportem bylo zápasení s vojáky 22. zásobovací roty.

V dubnu roku 1942 polští vojáci na cestě z Persie do Palestiny za několik konzerv odkoupili malé, hnědé medvídě od perského chlapce. Medvěd ještě neuměl sám jíst a vojáci ho krmili kondenzovaným mlékem zředěným vodou z lahve od vodky, do které byl nakroucený šátek. Možná právě z toho důvodu Wojtek v dospělosti preferoval pít právě ze skleněných lahví. Medvěd byl oficiálně zaevidován do 22. zásobovací roty, se kterou byl v průběhu celé války až po demobilizaci ve Velké Británii.
O medvídka bylo důkladně pečováno. Jeho oblíbenými pamlsky bylo ovoce, sirupy, marmeláda, med a pivo, které dostával za dobré chování. Jedl spolu s vojáky a spal s nimi ve stanu. Když vyrostl, dostal vlastní prostornou bednu. Nerad ovšem spal sám, a proto se často v noci chodil tulit k vojákům spícím ve stanech. Byl lidem naprosto oddaný a nebál se jich. To často vytvářelo zábavné situace s cizími vojáky a civilním obyvatelstvem.
Vojáci také vzpomínají, že Wojtek miloval jízdu armádními nákladními vozy a to jak na sedadle spolujezdce, tak i řidiče. Oblíbil si také zápasení s vojáky, které obvykle končily jeho vítězstvím: poražený ležel „na lopatkách“ a medvěd mu olizoval tvář. Koluje i pověst, že v průběhu Bitvy o Monte Cassino desátník Wojtek pomáhal vojákům v nošení těžkých beden s dělostřeleckými granáty a nikdy žádnou z nich neupustil. Od té doby je medvěd s dělostřeleckým granátem v tlapách symbolem 22. zásobovací roty.

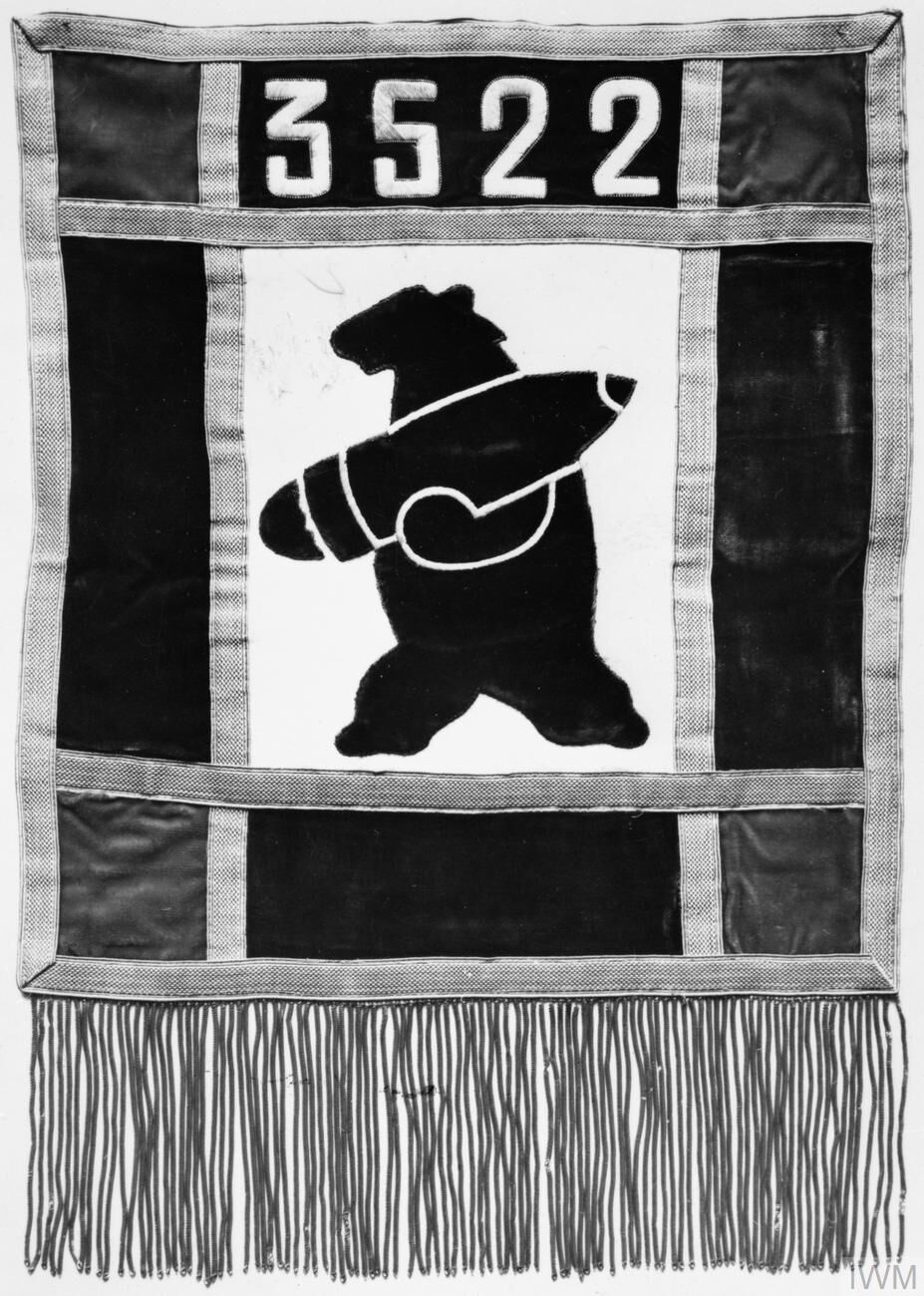
Vlaječka s vyobrazením Wojtka, 22. zásobovací rota dělostřelectva.

Po válce byla 22. zásobovací rota dělostřelectva jako součást 2. polského armádního sboru polských vojsk na Západní frontě transportována do Glasgow ve Skotsku a spolu s ní i medvěd. Rota byla umístěná ve Winfield Parku, a desátník Wojtek se v krátkosti stal oblíbencem celého tábora a místního obyvatelstva. Místní polsko-skotské sdružení ho dokonce jmenovalo svým členem a obdarovalo ho lahví jeho oblíbeného piva.
Po demobilizaci vojenské jednotky bylo rozhodnuto o tom, že medvěd poputuje do ZOO v Edinburghu. Ředitel ZOO se domluvil s vůdcem roty Antonim Chełkowským na tom, že se o desátníka bude starat a nikomu ho bez majorova souhlasu nedá. 15. listopad 1947 byl dnem rozloučení s medvědem. Později ho jeho spolubojovníci už v civilu do ZOO chodili navštěvovat a neohlížejíc se na upozornění pracovníků ZOO za ním často překračovali ohradu.
Voják, desátník 22. roty, Wojtek, uhynul 2. prosince 1963 ve věku 22 let. O jeho smrti tehdy informovaly britské rádiové stanice. V dospělosti vážil okolo 500 liber (okolo 250 kg) a měřil více než 6 stop (185 cm).

## Wojtkova památka

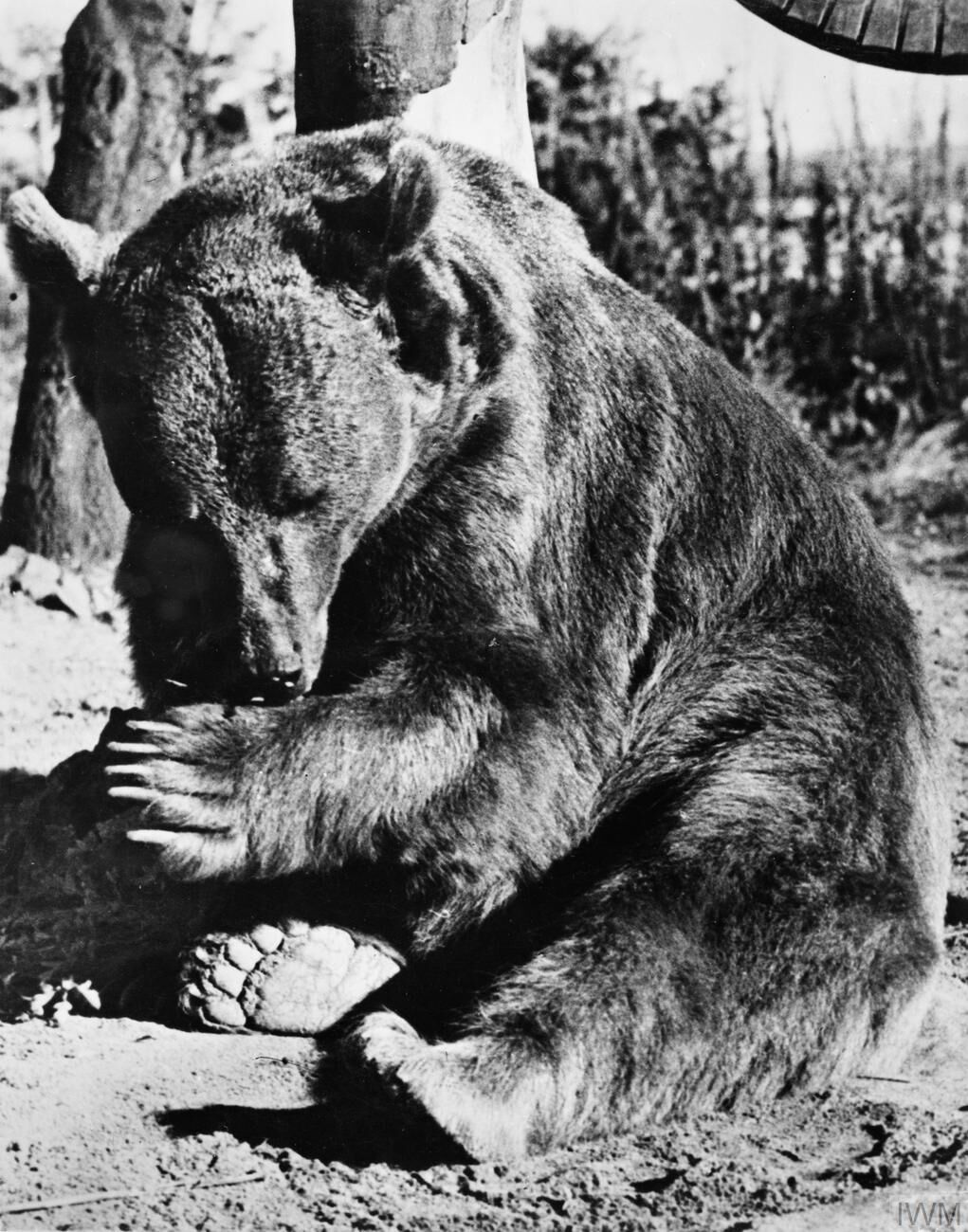
Wojtek po válce a demobilizaci na farmě Sunwick v Anglii

- dřevěný pomník, na kterém zdvihá dělostřelecký granát v anglickém městečku Grimsby
- pomník uměleckého sochaře Wojciecha Batka v Krakově v parku Henryka Jordana odhalený 18. května 2014, k 70. výročí dobytí kláštera Monte Cassino vojáky druhého armádního sboru pod velením gen. Anderse[2][3]
- pamětní desky v Imperial War Museum v Londýně a v Canadian War Museum v Ottawě
- Inspirován medvědovou historií vyprodukoval anglický pivovar Conglenton v roce 2012 pivo nazvané „Wojtek“[4]
- V roce 2013 byla socha medvěda Wojtka odhalena v polském městě Zaháň. Autorem sochy je Stanisław Grzesiowski.[5]
- Dne 17. září 2013 byl v Szymbarku odhalen památník Medvěda Wojtka. Socha byla vytvořena gdaňskou umělkyní Izydou Szydnickou. Postava medvěda je celá z bronzu a je 185 centimetrů vysoká, přesně tolik, kolik měl Wojtek. Medvěd v tlapě drží střelu, má bílo-červený nárameník a na hlavě má nasazenou vojenskou čapku. Záměrem autora bylo vylíčit Wojtka jako symbol osudu polského vojáka, který nejprve válčil za domovinu, aby pak zemřel v nesvobodě.[6]
- Nadace na vybudování pomníku „Medvídku Wojtkovi“ v Sopotě[7]

### Hudba spojená s desátníkem Wojtkem
- anglická „VOYTEK THE SOLDIER BEAR“ školního sboru SANGS AND CLATTER GROUP napsaná Robertem Owenem s hudbou Billyho Stewarta[8]
- Písnička „Wojtek, the bear soldier“ polské skupiny Őszibarack z jimi vydaného alba z roku 2011 „40 surfers waiting for the wave“[9]
- Písnička „Wojtek“ z alba „Paszport“ britské písničkářky polského původu Katy Carr[10]
- „Piosenka o Wojtku“ z alba „Panny Wyklęte «Wygnane» Vol. 1“ v podání Mariky a Maleo Reggae Rockers[11]
- Písnička „Kapral Wojtek“ z alba „Księżycówka“ Jacka Stęszewského[12]

### Filmy o vojáku Wojtkovi
- V roce 2008 byl natočen polský dokumentární film Piwko dla niedźwiedzia! v režii Marie Dłużewské.[13]
- V roce 2011 byl ve spolupráci BBC a TVP na základě knížky Wiesłava Lasockého Niedźwiedź Wojtek, polski bohater wojenny natočen dokumentární film v režii Williama Hooda a Adama Lavisa The bear that went to war.[14][15] Polská premiéra filmu byla na programu TVP 2 22. listopadu 2011 ve 22:50.[16]
- Televize BBC v programu pro děti Blue Peter vysílala reportáže o Wojtkovi. Rovněž se vypráví, že když princ Charles navštívil muzeum v Londýně a zastavil se u plastiky Wojtka, začal mu průvodce vyprávět historii, která se k němu pojila. Princ ovšem průvodce přerušil s tím, že jak on, tak i oba jeho synové Wojtkův příběh dobře znají z rádiových programů a povídek.
- V roce 2024 měl premiéru krátký animovaný film skotského režiséra Iaina Gardnera A Bear Named Wojtek.[17] Tento film byl spolu se 14 dalšími vybrán do užšího výběru kandidátů na získání Oscara v kategorii Krátký animovaný film.[18]

### Jiné
- V roce 2024 vydala společnost Devolver Digital počítačovou hru Summerian Six,[19] která vznikla v polském vývojářském studiu Artificer. Jednou z postav, kterou může hráč v této hře ovládat, je muž jménem Wojtek Galica. Postava se umí proměnit v medvěda a v této podobě je nejsilnějším členem hráčova týmu.